# Шапиро, Иэн
Иэн Шапиро (англ. Ian Shapiro; 28 сентября 1956, Йоханнесбург, Гаутенг, ЮАР) — американский политолог, Стерлингский профессор политических наук и директор Центра Макмилланов Йельского университета, член Американской академии искусств и наук.

## Биография
Родился в Йоханнесбурге (ЮАР). В 16 лет переехал в Великобританию, где завершил общее образование.
В 1978 году окончил Бристольский университет, где изучал философию и политологию. Затем для продолжения образования отправился в США. В Йельском университете получил степени в области политологии (1980, магистр; 1983, доктор). За свою докторскую диссертацию «Эволюция прав в либеральной политической мысли» получил в 1985 году премию имени Лео Штрауса Американской ассоциации политических наук. В 1987 году окончил Йельскую школу права со степенью доктора права.
С 1984 года работает на кафедре политических наук Йельского университета (с 1992 года профессор, в 1999—2003 годах заведующий кафедрой, с 2005 года Стерлингский профессор).
Член Американской академии искусств и наук (2000).

## Избранные публикации

### На русском языке

#### Монографии
- Иэн Шапиро. Моральные основания политики = The Moral Foundations of Politics. — Москва: Книжный дом Университет, 2010. — 296 с. — (Политический разум и практика политики = Ratio politicus et facinoris civiles). — ISBN 978-5-98227-710-7.
- Иэн Шапиро. Бегство от реальности в гуманитарных науках = The Flight from Reality in the Human Sciences. — Москва: Издательский дом НИУ ВШЭ, 2011. — 368 с. — (Политическая теория). — ISBN 978-5-7598-0823-7.
- Иэн Шапиро. Политика против господства = Politics against Domination. — Москва: Праксис, 2019. — С. 476. — ISBN 978-5-9500961-2-9.

#### Статьи
- Шапиро И. Три способа быть демократом // ПОЛИС. Политические исследования : журнал. — 1992. — № 1-2. — С. 76-79. — ISSN 1026-9487.
- Грин Д. П., Шапиро И. Объяснение политики с позиций теории рационального выбора: почему так мало удалось узнать? // ПОЛИС. Политические исследования : журнал. — 1994. — № 3. — С. 59-74. — ISSN 1026-9487.
- Шапиро И. Введение в типологию либерализма // ПОЛИС. Политические исследования. : журнал. — 1994. — № 3. — С. 7-12. — ISSN 1026-9487.
- Шапиро И. Переосмысливая теорию демократии в свете современной политики // ПОЛИС. Политические исследования : журнал. — 2001. — № 5. — С. 54-64. — ISSN 1026-9487.

### На английском языке
- Ian Shapiro. The Evolution of Rights in Liberal Theory. — Cambridge University Press Cambridge University Press, August 29, 1986. — 336 p. — ISBN 978-0521320436.
- Ian Shapiro. Political Criticism. — University of California Press, June 22, 1990. — 352 p. — ISBN 978-0520066724.
- Donald P. Green, Ian Shapiro. Pathologies of Rational Choice Theory. — Yale University Press, September 28, 1994. — 256 p. — ISBN 978-0300059144.
- Ian Shapiro. Democracy’s Place. — Cornell University Press, September 19, 1996. — 288 p. — ISBN 978-0801483707.
- Ian Shapiro. Democratic Justice. — Yale University Press, 1999. — ISBN 0-300-07825-0.
- Ian Shapiro. The Moral Foundations of Politics. — Aakar Books, January 1, 2004. — 301 p. — ISBN 978-8187879251.
- Ian Shapiro. The State of Democratic Theory. — Princeton University Press, September 7, 2003. — 200 p. — ISBN 978-0691115474.
- Ian Shapiro. The Flight From Reality in the Human Sciences'. — pages Publisher: Princeton University Press, August 28, 2005. — 232 p. — ISBN 978-0691120577.
- Ian Shapiro, Michael J. Graetz. 'Death By a Thousand Cuts: The Fight Over Taxing Inherited Wealth' (Revised edition). — Princeton University Press, August 13, 2006. — 388 p. — ISBN 978-0691127897.
- Ian Shapiro. Containment: Rebuilding a Strategy Against Global Terror. — Publisher: Princeton University Press, February 18, 2007. — 216 p. — ISBN 978-0691129280.
- Ian Shapiro. The Real World of Democratic Theory. — Princeton University Press, December 12, 2010. — 304 p. — ISBN 978-0691090016.
- Ian Shapiro. Politics against Domination. — Belknap Press: An Imprint of Harvard University Press, April 4, 2016. — P. 288. — ISBN 978-0674743847.
- Frances McCall Rosenbluth, Ian Shapiro. Responsible Parties: Saving Democracy from Itself. — Yale University Press, October 2, 2018. — 336 p. — ISBN 978-0300232752.